# 6. etape af Tour de France 2010
Sjette etape af Tour de France 2010 var en 227,5 km lang flad etape. Den blev kørt fredag d. 9. juli fra Montargis til Gueugnon.
- Etape: 6. etape
- Dato: 9. juli
- Længde: 227,5 km
- Danske resultater:

023. Matti Breschel + 0.03
047. Jakob Fuglsang + 0.03
130. Nicki Sørensen + 0.03
162. Chris Anker Sørensen + 0.34
163. Brian Vandborg + 0.34
- Gennemsnitshastighed: 40,4 km/t

## Point- og bjergspurter

### 1. sprint (Saint-Fargeau)
Efter 47 km
| Vinder | Sebastian Lang | 6p |
| 2.     | Rubén Pérez    | 4p |
| 3.     | Mathieu Perget | 2p |

### 2. sprint (Moulins-Engilbert)
Efter 163 km
| Vinder | Sebastian Lang | 6p |
| 2.     | Mathieu Perget | 4p |
| 3.     | Rubén Pérez    | 2p |

### 3. sprint (Luzy)
Efter 195,5 km
| Vinder | Rubén Pérez    | 6p |
| 2.     | Sebastian Lang | 4p |
| 3.     | Mathieu Perget | 2p |

### 1. bjerg (Côte de Bouhy)
4. kategori stigning efter 69,5 km
| Plads | Navn           | Point |
| ----- | -------------- | ----- |
| 1.    | Mathieu Perget | 3     |
| 2.    | Sebastian Lang | 2     |
| 3.    | Rubén Pérez    | 1     |

### 2. bjerg (Côte de La Chapelle-Saint-André)
4. kategori stigning efter 91,5 km
| Plads | Navn           | Point |
| ----- | -------------- | ----- |
| 1.    | Mathieu Perget | 3     |
| 2.    | Rubén Pérez    | 2     |
| 3.    | Sebastian Lang | 1     |

### 3. bjerg (Côte des Montarons)
4. kategori stigning efter 179,5 km
| Plads | Navn           | Point |
| ----- | -------------- | ----- |
| 1.    | Mathieu Perget | 3     |
| 2.    | Sebastian Lang | 2     |
| 3.    | Rubén Pérez    | 1     |

### 4. bjerg (Côte de la Croix de l'Arbre)
4. kategori stigning efter 204,5 km
| Plads | Navn             | Point |
| ----- | ---------------- | ----- |
| 1.    | Mathieu Perget   | 3     |
| 2.    | Sebastian Lang   | 2     |
| 3.    | Dimitri Champion | 1     |

## Resultatliste
|    | Navn                 | Land           | Hold                  | Tid     |
| -- | -------------------- | -------------- | --------------------- | ------- |
| 1  | Mark Cavendish       | Storbritannien | Team HTC-Columbia     | 5:37.42 |
| 2  | Tyler Farrar         | USA            | Garmin-Transitions    | + 0.00  |
| 3  | Alessandro Petacchi  | Italien        | Lampre-Farnese Vini   | + 0.00  |
| 4  | Robbie McEwen        | Australien     | Team Katusha          | + 0.00  |
| 5  | Gerald Ciolek        | Tyskland       | Team Milram           | + 0.00  |
| 6  | Sébastien Turgot     | Frankrig       | Bbox Bouygues Telecom | + 0.00  |
| 7  | José Joaquín Rojas   | Spanien        | Caisse d'Epargne      | + 0.00  |
| 8  | Edvald Boasson Hagen | Norge          | Team Sky              | + 0.00  |
| 9  | Robert Hunter        | Sydafrika      | Garmin-Transitions    | + 0.00  |
| 10 | Thor Hushovd         | Norge          | Cervélo TestTeam      | + 0.00  |
| 11 | Geraint Thomas       | Storbritannien | Team Sky              | + 0.00  |
| 12 | Lloyd Mondory        | Frankrig       | Ag2r-La Mondiale      | + 0.00  |
| 13 | Mark Renshaw         | Australien     | Team HTC-Columbia     | + 0.00  |
| 14 | Brett Lancaster      | Australien     | Cervélo TestTeam      | + 0.00  |
| 15 | Jürgen Roelandts     | Belgien        | Omega Pharma-Lotto    | + 0.03  |

## Ekstern henvisning
- Etapeside Arkiveret 16. juli 2010 hos  Wayback Machine på Letour.fr Arkiveret 28. februar 2011 hos  Wayback Machine (fransk) (engelsk)